# Нестеренко Дмитро Якимович
Дмитро Якимович Нестеренко (1906—1953) — командир ескадрильї полковник гвардії 820-го штурмового Київського авіаційного полку 292-ї штурмової авіаційної дивізії 1-го штурмового авіаційного корпусу 5-ї повітряної армії Степового фронту, капітан. Герой Радянського Союзу (1944).

## Біографія
Народився 13 жовтня 1906 року в місті Маріуполі. Працював вантажником.
У Червоній армії з 1928 року. Пройшов повний курс льотної підготовки і в 1936 отримав звання військового льотчика. На фронті Німецько-радянської війни з серпня 1941 року.
До жовтня 1943 року здійснив сімдесят сім бойових вильотів на штурмовку живої сили та бойової техніки противника, в повітряних боях збив два ворожих літаки.
Указом Президії Верховної Ради СРСР «Про присвоєння звання Героя Радянського Союзу офіцерському складу Військово-повітряних сил Червоної армії» від 4 лютого 1944 року за «зразкове виконання бойових завдань командування на фронті боротьби з німецькими загарбниками і проявлені при цьому відвагу та геройство» удостоєний звання Героя Радянського Союзу з врученням ордена Леніна та медалі «Золота Зірка».
Після війни продовжував службу у ВПС. Був командиром штурмового авіаційного полку.
Помер 28 травня 1953 року.

## Нагороди
- Медаль «Золота Зірка» Героя Радянського Союзу;
- орден Леніна;
- три ордена Червоного Прапора;
- орден Суворова 3-го ступеня;
- орден Олександра Невського;
- орден Вітчизняної війни 1-го ступеня;
- орден Червоної Зірки;
- інші медалі.